# Estola
Estola (del llatí stola, 'roba llarga') era un vestit de dona romà que es portava sobre la túnica, i és un ornament litúrgic dels preveres i bisbes de l'església catòlica i l'església anglicana.

## Roba romana
L'estola arribava prop dels turmells i rodejava el cos de la dona al que se subjectava per una faixa, i anava cap al pit. La túnica no arribava gaire més avall dels genolls. L'estola es distingia de la túnica perquè portava un volant o vora cosida anomenada instita. Sembla que també duia una franja de porpra que orlava la peça al voltant del coll. Es lligava amb una fíbula. Generalment tenia mànigues que arribaven fins als colzes, però no sempre, i no anaven cosides, sinó que se subjectaven amb fermalls. Si la túnica portava mànigues, l'estola no.
Era el vestit característic de les matrones romanes i es portava com a distintiu del matrimoni legal. Entre els homes el vestit característic era la toga. Les noies no la podien portar i havien de portar una toga fosca. Horaci parla de la matrona en oposició a la togata. Les dones de les que el marit s'havia divorciat per adulteri no podien portar estola, només la toga. L'estola va ser usada per les dones romanes fins a l'època de Tiberi, quan va deixar d'estar de moda.

## Ornament litúrgic

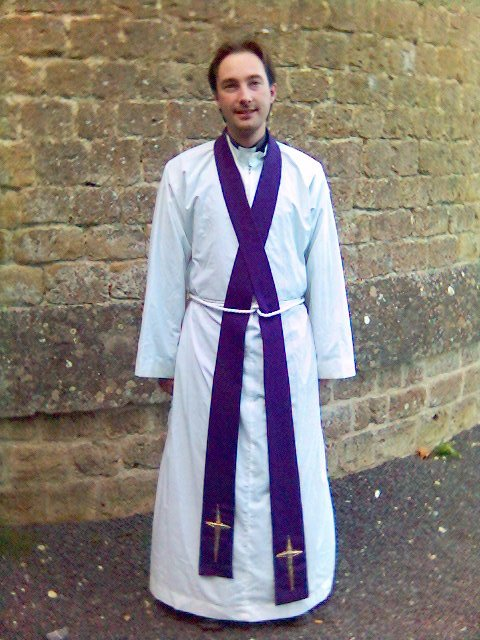
Un prevere anglicà amb una estola

És una banda de roba, del color litúrgic corresponent al calendari litúrgic catòlic que es col·loca al damunt de l'alba o la sotana dels sacerdots catòlics ordenats.